# Josef Feigelson
Josef Feigelson (auch Yosif Feigelson; * 14. Juni 1954 in Riga) ist ein lettischer Cellist.

## Leben
Feigelson stammt aus der lettischen Hauptstadt Riga. Bereits im Alter von sechs Jahren erhielt der aus einer Musikerfamilie stammende Cellist – die Mutter war Violinistin im Sinfonieorchester, der Vater Tenor am Opernhaus – seinen Unterricht durch Don Jaffe. Schon im Alter von 12 Jahren spielte er Schumanns Cellokonzert. Mit 16 Jahren gewann er den Prager Wettbewerb, was ihm Konzerte mit dem Prager Orchester ermöglichte und zu einem Studium bei Mstislaw Rostropowitsch führte. Nach dessen Aussiedlung wurde Natalja Gutman seine Lehrerin. Es folgten weitere Preise beim Tschaikowsky-Wettbewerb in Moskau (1974) und beim Internationalen Johann-Sebastian-Bach-Wettbewerb in Leipzig (1976). Er musizierte in ganz Russland und Osteuropa, so im Prager Dvořáksaal, im Saal des Moskauer Konservatoriums und in der Staatsoper Berlin.
1981 emigrierte Josef Feigelson nach Amerika und spielte seit 1987 mit vielen bekannten Orchestern in Pittsburgh, Detroit, New York und Seattle. Er war auch Solist in der Avery Fisher Hall in New York, im Kennedy Center in Washington, der Symphony Hall in Chicago, wie auch in Boston, Philadelphia und New Orleans. 1990 erhielt er den Avery-Fisher-Preis für herausragende Instrumentalisten. Seine 1996 entstandene Live-Aufnahme des Dvořák-Konzerts wurde von Radiostationen in aller Welt gesendet. Im Europa musizierte er beim Schleswig-Holstein-Musik-Festival, den Händelfestspielen, bei der Berlin Biennale, dem Toskana-Festival und dem Musiktreffen in St. Moritz und gab viele weite Konzerte in Zentraleuropa, im Baltikum und in Israel.
Auch als Leiter mehrerer Meisterkurse fördert Feigelson den künstlerischen Nachwuchs.